# Râul Valea Făgetului, Strei
Râul Valea Făgetului este un curs de apă, afluent al râului Strei.

## Hărți
- Harta județului Hunedoara